# DD Водолея
DD Водолея (лат. DD Aquarii) — двойная затменная переменная звезда типа Беты Лиры (EB) в созвездии Водолея на расстоянии приблизительно 1468 световых лет (около 450 парсеков) от Солнца. Видимая звёздная величина звезды — от +11,32m до +10,63m. Орбитальный период — около 0,721 суток (17,304 часов).

## Характеристики
Первый компонент — белая звезда спектрального класса A5p. Эффективная температура — около 6976 К.